# 警備区域 (自衛隊)
警備区域（けいびくいき）は、自衛隊法施行令第14条および第27条に定められた陸上自衛隊の方面隊、海上自衛隊の地方隊が災害派遣など各種の任務を行い、そのために必要な情報を収集し、関係機関との調整を行なう区域である。なお、航空自衛隊は警備区域が定められていないが、防空識別圏の区域区分として「防衛区域」を設定している。

## 概要
警備区域は、陸上および海上においてそれぞれ全国および周辺海域を4つないし5つに区分する形で設定されている。陸上自衛隊と海上自衛隊の警備区域は一致していない。さまざまな任務は当該警備区域を担任する方面隊、地方隊が行い、他の方面隊や地方隊、自衛艦隊から増援を受ける必要がある場合は、形式的には防衛大臣の命令が必要である。（方面総監、地方総監の上位の指揮官は防衛大臣・統合作戦司令官であることによる。方面総監へは、陸上総隊司令官を通じて調整・命令が下達される。）
陸上自衛隊では警備区域を師団・旅団が担任する警備地区、さらに師団等隷下の連隊などが担任する警備隊区に区分している。一部の地域は警備隊区を師団が直轄する場合があり、その場合は実務担任部隊として、連隊等が実務を担任する。
災害派遣を受諾する部隊長（駐屯地司令職にある部隊の長、もしくは災害派遣の自衛隊側の窓口となる部隊の長）は、（自衛隊法第83条第2項 ）（自衛隊の災害派遣に関する訓令第3条・第11条 ）「指定部隊の長」・「（都道府）県隊区長」などと呼称され、災害派遣における部隊の調整や指揮を担当するほか、警備隊区において駐屯他部隊や他駐屯地に駐屯する部隊に警備隊区を委任する場合がある。
隊区と担任する部隊を駐屯地祭などでは「（地域名）の防衛・警備（・災害派遣・広報）を担任する」という形で紹介する場合が多い。
航空自衛隊の防衛区域は日本の防空識別圏を4つに区分する形で設定されており、それぞれの防衛区域ごとに航空方面隊が、レーダーによる監視や対領空侵犯措置などの任務を行っている。

## 陸上自衛隊の警備区域
自衛隊法施行令別表第二に定める陸上自衛隊の警備区域は以下の通り。なお、警備区域内の地方協力本部（3自衛隊の共同機関）は方面総監の指揮監督を受ける。
| 部隊       | 名称       | 責任者       | 区域 |
| ---------- | ---------- | ------------ | --- |
| 北部方面隊 | 北部方面区 | 北部方面総監 | 北海道 |
| 東北方面隊 | 東北方面区 | 東北方面総監 | 青森県、岩手県、宮城県、秋田県、山形県、福島県 |
| 東部方面隊 | 東部方面区 | 東部方面総監 | 茨城県、栃木県、群馬県、埼玉県、千葉県、東京都、神奈川県、新潟県、山梨県、長野県、静岡県                                                                                 |
| 中部方面隊 | 中部方面区 | 中部方面総監 | 富山県、石川県、福井県、岐阜県、愛知県、三重県、滋賀県、京都府、大阪府、兵庫県、奈良県、和歌山県、鳥取県、島根県、岡山県、広島県、山口県、徳島県、香川県、愛媛県、高知県 |
| 西部方面隊 | 西部方面区 | 西部方面総監 | 福岡県、佐賀県、長崎県、大分県、熊本県、宮崎県、鹿児島県、沖縄県 |

警察予備隊の警備区域
- 第1管区隊：南東北、関東、甲信越、東海地方担当。
- 第2管区隊：北海道、北東北地方担当。
- 第3管区隊：北陸、近畿、中国（山口県除く）、四国地方担当。
- 第4管区隊：山口県、九州地方担当。

保安隊の警備区域

### 陸上自衛隊の警備地区
| 部隊     | 名称         | 責任者     | 区域 |
| -------- | ------------ | ---------- | --- |
| 第2師団  | 第2警備地区  | 第2師団長  | 北海道：宗谷管内、上川管内、留萌管内、オホーツク管内の一部（紋別市、佐呂間町、遠軽町、湧別町、滝上町、興部町、西興部村、雄武町）空知管内の一部（沼田町、深川市、秩父別町、北竜町、雨竜町、妹背牛町）                                   |
| 第5旅団  | 第5警備地区  | 第5旅団長  | 北海道：十勝管内、釧路管内、根室管内、オホーツク管内の一部（北見市、網走市、美幌町、津別町、斜里町、清里町、小清水町、訓子府町、置戸町、大空町）                                                                                       |
| 第7師団  | 第7警備地区  | 第7師団長  | 北海道：胆振管内、日高管内、空知管内の一部（夕張市、南幌町、由仁町、長沼町、栗山町）、石狩管内の一部（恵庭市、北広島市、千歳市） |
| 第11旅団 | 第11警備地区 | 第11旅団長 | 北海道：空知管内の一部（芦別市、赤平市、滝川市、砂川市、歌志内市、奈井江町、上砂川町、浦臼町、新十津川町、月形町、美唄市、三笠市、岩見沢市）、石狩管内の一部（石狩市、当別町、新篠津村、江別市、札幌市）、後志管内、渡島管内、檜山管内 |
| 第9師団  | 第9警備地区  | 第9師団長  | 青森県、岩手県、秋田県 |
| 第6師団  | 第6警備地区  | 第6師団長  | 宮城県、山形県、福島県 |
| 第1師団  | 第1警備地区  | 第1師団長  | 茨城県、埼玉県、千葉県、東京都、神奈川県、山梨県、静岡県 |
| 第12旅団 | 第12警備地区 | 第12旅団長 | 栃木県、群馬県、新潟県、長野県 |
| 第3師団  | 第3警備地区  | 第3師団長  | 滋賀県、京都府、大阪府、兵庫県、奈良県、和歌山県 |
| 第10師団 | 第10警備地区 | 第10師団長 | 富山県、石川県、福井県、岐阜県、愛知県、三重県 |
| 第13旅団 | 第13警備地区 | 第13旅団長 | 鳥取県、島根県、岡山県、広島県、山口県 |
| 第14旅団 | 第14警備地区 | 第14旅団長 | 徳島県、香川県、愛媛県、高知県 |
| 第4師団  | 第4警備地区  | 第4師団長  | 福岡県、佐賀県、長崎県、大分県 |
| 第8師団  | 第8警備地区  | 第8師団長  | 熊本県、宮崎県、鹿児島県 |
| 第15旅団 | 第15警備地区 | 第15旅団長 | 沖縄県 |

警備地区の変遷
- 1962年（昭和37年）1月18日：山口県が第4警備地区から第13警備地区に移管。（同時に警備区域も変更）
- 1998年（平成10年）4月5日：明石海峡大橋完成に伴い、兵庫県淡路島を現在の第14警備地区から第3警備地区に移管。

- 1999年（平成11年）3月29日：秋田県を第6警備地区から第9警備地区へ移管。
- 2005年（平成17年）2月13日：長野県山口村が岐阜県中津川市へ越県合併したことに伴い、旧山口村が第12警備地区から第10警備地区に移管。（同時に警備区域も変更）

### 陸上自衛隊の警備隊区
| 担任部隊               | 名称         | 指定部隊等の長           | 区域 |
| ---------------------- | ------------ | ------------------------ | --- |
| 第3即応機動連隊        | 名寄警備隊区 | 第3即応機動連隊長        | 宗谷管内 上川管内の一部 （士別市、名寄市、下川町、美深町、音威子府村、中川町） |
| 第2特科連隊            | 旭川警備隊区 | 第2特科連隊長            | 上川管内の一部（上川隊区） - 連隊本部：旭川市 - 本部中隊：鷹栖町、当麻町、比布町 - 情報中隊：和寒町、剣淵町 - 第1特科大隊：幌加内町 - 第5特科大隊：東神楽町、愛別町、上川町、東川町 空知管内の一部（北空知隊区） - 第1特科大隊：深川市、妹背牛町、 - 第3特科大隊：秩父別町、雨竜町、北竜町、沼田町 |
| 第25普通科連隊         | 遠軽警備隊区 | 第25普通科連隊長         | オホーツク管内の一部 （紋別市、佐呂間町、遠軽町、湧別町、滝上町、興部町、西興部村、雄武町） |
| 第26普通科連隊         | 留萌警備隊区 | 第26普通科連隊長         | 留萌管内 |
| 第14施設群             |              | 第2戦車連隊長            | 上川管内の一部 （美瑛町） |
| 第2戦車連隊            |              | 第2戦車連隊長            | 上川管内の一部 （富良野市、上富良野町、南富良野町、占冠村） |
| 第3地対艦ミサイル連隊  |              | 第2戦車連隊長            | 上川管内の一部 （中富良野町） |
| 第4普通科連隊          |              | 第4普通科連隊長          | 十勝管内の一部 （帯広市、芽室町、幕別町、豊頃町、大樹町、広尾町、浦幌町、中札内村、更別村） |
| 第6即応機動連隊        |              | 第6即応機動連隊長        | オホーツク管内の一部 （北見市、網走市、美幌町、津別町、斜里町、清里町、小清水町、訓子府町、置戸町、大空町） |
| 第27普通科連隊         |              | 第27普通科連隊長         | 根室管内 釧路管内 |
| 第5戦車隊              |              | 第5戦車隊長              | 十勝管内の一部 （士幌町、上士幌町、鹿追町、新得町、清水町） |
| 第72戦車連隊           |              | 第72戦車連隊長           | 石狩管内の一部 （恵庭市、北広島市） 空知管内の一部 （夕張市、栗山町、由仁町、長沼町、南幌町） |
| 第11普通科連隊         |              | 第11普通科連隊長         | 石狩管内の一部 （千歳市） |
| 第7特科連隊            |              | 第7特科連隊長            | 胆振管内の一部 （安平町、厚真町、むかわ町） 日高管内の一部 （日高町、平取町） |
| 第7高射特科連隊        |              | 第7高射特科連隊長        | 日高管内の一部 （新冠町、新ひだか町、浦河町、様似町、えりも町） |
| 第10即応機動連隊       |              | 第10即応機動連隊長       | 空知管内の一部 - 第1普通科中隊：赤平市、歌志内市、砂川市、上砂川町 - 第2普通科中隊：新十津川町、浦臼町 - 第3普通科中隊：芦別市、奈井江町 - 機動戦闘車中隊：滝川市 石狩管内の一部 - 火力支援中隊：石狩市、当別町                                                                                    |
| 第2地対艦ミサイル連隊  |              | 第2地対艦ミサイル連隊長  | 空知管内の一部 （月形町、美唄市） |
| 第12施設群             |              | 第12施設群長             | 空知管内の一部 （三笠市、岩見沢市） |
| 第11高射特科隊         |              | 第11高射特科隊長         | 石狩管内の一部 （新篠津村、江別市） |
| 第18普通科連隊         |              | 第18普通科連隊長         | 石狩管内の一部 （札幌市） 後志管内の一部 （神恵内村、泊村、共和町、岩内町） |
| 第28普通科連隊         |              | 第28普通科連隊長         | 桧山管内 - 第1普通科中隊：桧山管内全域 渡島管内 - 本部管理中隊：函館市 - 第2普通科中隊：北斗市、七飯町、木古内町、知内町、福島町、松前町 - 第3普通科中隊：鹿部町、森町、八雲町（旧熊石町区も含む）、長万部町 後志管内の一部 - 第3普通科中隊 黒松内町、寿都町、島牧村                               |
| 第11特科隊             |              | 第11特科隊長             | 石狩管内の一部 - 隊本部、本部管理中隊：小樽市 後志管内の一部 - 第1射撃中隊：余市町 - 第2射撃中隊：仁木町、赤井川村 - 第3射撃中隊：積丹町、古平町 |
| 北部方面対舟艇対戦車隊 |              | 北部方面対舟艇対戦車隊長 | 後志管内の一部 （倶知安町、京極町、喜茂別町、留寿都村、真狩村、ニセコ町、蘭越町） |

| 担任部隊         | 名称 | 指定部隊等の長               | 区域 |
| ---------------- | ---- | ---------------------------- | --- |
| 第5普通科連隊    |      | 第5普通科連隊長              | 青森県東部（十和田市、六戸町、五戸町、おいらせ町、新郷村を除く。） （青森市、平内町、七戸町、野辺地町、東北町、三沢市、六ケ所村、横浜町、東通村、むつ市、佐井村、大間町、風間浦村、田子町、三戸町、南部町、八戸市、階上町 ）                                                                                                  |
| 第39普通科連隊   |      | 第39普通科連隊長             | 青森県西部 （外ヶ浜町、今別町、蓬田村、中泊町、五所川原市、つがる市、鰺ヶ沢町、深浦町、鶴田町、板柳町、藤崎町、田舎館村、黒石市、平川市、大鰐町、弘前市、西目屋村） |
| 第5高射特科群    |      | 第5高射特科群長              | 青森県 十和田市、六戸町、五戸町、おいらせ町、新郷村 |
| 第9偵察戦闘大隊  |      | 東北方面特科連隊長           | 岩手県西部 （洋野町、軽米町、九戸村、二戸市、一戸町、岩手町、八幡平市、雫石町） |
| 第9高射特科大隊  |      | 東北方面特科連隊長           | 岩手県中部 （紫波町、花巻市、遠野市、大槌町、釜石市 ） |
| 第22即応機動連隊 |      | 第22即応機動連隊長           | 宮城県北部 （気仙沼市、南三陸町、女川町、登米市、石巻市、栗原市、涌谷町、美里町、東松島市、大崎市、加美町、色麻町、大衝村、大郷町、松島町、利府町、塩釜市、七ヶ浜町、富谷市、大和町、多賀城市、仙台市、名取市、岩沼市 ） |
| 第2施設団        |      | 第2施設団長                  | 宮城県南部 （亘理町、山元町、柴田町、村田町、川崎町、大河原町、蔵王町、角田市、丸森町、白石市、七ヶ宿町 ） |
| 第21普通科連隊   |      | 第21普通科連隊長             | 秋田県全域 |
| 第20普通科連隊   |      | 第6師団長                    | 山形県全域 - 本部管理中隊：山形県内全域 - 第1普通科中隊：最上地区 - 第2普通科中隊：庄内北部地区 - 第3普通科中隊：村山地区 - 第4普通科中隊：置賜地区 - 重迫撃砲中隊：庄内南部地区 |
| 第44普通科連隊   |      | 第44普通科連隊長             | 福島県北部 （西会津町、喜多方市、北塩原村、会津坂下町、柳津町、湯川村、会津若松市、磐梯町、猪苗代町、本宮市、大玉村、二本松市、川俣町、伊達市、福島市、桑折町、国見町、飯舘村、新地町、相馬市、南相馬市、浪江町、葛尾村、双葉町、大熊町、富岡町、川内村、楢葉町、広野町 ）                                                    |
| 第6高射特科大隊  |      | 第6高射特科大隊長            | 福島県東部 （いわき市、小野町、田村市、三春町、郡山市） |
| 東北方面特科連隊 |      | 東北方面特科連隊長（岩手県） | 岩手県東部、岩手県南部 - 本部中隊：盛岡市、滝沢市、紫波郡矢巾町 - 情報中隊：北上市、和賀郡西和賀町 - 第2特科大隊：奥州市、一関市、大船渡市、陸前高田市、気仙郡住田町、胆沢郡金ケ崎町、西磐井郡平泉町 - 第4特科大隊：久慈市、宮古市、岩手郡葛巻町、下閉伊郡（岩泉町、山田町、普代村、田野畑村）、九戸郡野田村                  |
| 東北方面特科連隊 |      | 第6高射特科大隊長（福島県）  | 福島県南部 - 第1・第3特科大隊：白河市、須賀川市、東白川郡（矢祭町、塙町、棚倉町、鮫川村）、石川郡（浅川町、古殿町、石川町、平田村、玉川村）、西白河郡（矢吹町、中島村、泉崎村、西郷村）、岩瀬郡（鏡石町、天栄村）、南会津郡（下郷町、南会津町、只見町、檜枝岐村、大沼郡（会津美里町、三島町、金山町、昭和村）（担任大隊不明） |

| 担任部隊                                | 名称             | 指定部隊等の長                | 区域 |
| --------------------------------------- | ---------------- | ----------------------------- | --- |
| 施設学校                                |                  | 施設学校長（茨城県隊区長）    | 茨城県東部 （北茨城市、高萩市、日立市、常陸太田市、大子町、常陸大宮市、城里町、那珂市、東海村、水戸市、ひたちなか市、笠間市、石岡市、小美玉市、茨城町、大洗町、鉾田市、行方市、鹿嶋市、潮来市、神栖市 ） |
| 第1施設団                               | 古河・霞ヶ浦分区 | 施設学校長（茨城県隊区長）    | 茨城県西部（五霞町、境町、坂東市を除く。） （桜川市、筑西市、結城市、古河市、八千代町、下妻市、つくば市、土浦市、かすみがうら市、つくばみらい市、常総市、守谷市、取手市） |
| 東部方面後方支援隊第102施設直接支援大隊 |                  | 施設学校長（茨城県隊区長）    | 茨城県 五霞町、境町、坂東市 |
| 武器学校                                |                  | 施設学校長（茨城県隊区長）    | 茨城県 阿見町、三浦村、牛久市、龍ヶ崎市、河内町、稲敷市 |
| 第48普通科連隊                          |                  | 第12旅団長                    | 群馬県 前橋市、吉岡町、榛東村、渋川市 |
| 第12通信隊                              |                  | 第12旅団長                    | 群馬県 沼田市、昭和村、川場村、片品村、みなかみ町 |
| 第12偵察戦闘大隊                        |                  | 第12旅団長                    | 群馬県 高山村、東吾妻町、長野原町、草津町、中之条町、嬬恋村、上野村、神流町 |
| 第12高射特科隊                          |                  | 第12旅団長                    | 群馬県 みどり市、桐生市 |
| 第12施設隊                              |                  | 第12旅団長                    | 群馬県 南牧村、下仁田町、富岡市、甘楽町 |
| 第12後方支援隊                          |                  | 第12旅団長                    | 群馬県 藤岡市、安中市、高崎市、玉村町、伊勢崎市、太田市、大泉町、千代田町、明和町、板倉町、館林市、邑楽町 |
| 第32普通科連隊                          |                  | 第32普通科連隊長              | 埼玉県全域 |
| 第1空挺団                               | 千葉県隊区       | 第１空挺団長（千葉県隊区長）  | 千葉県北東部 （習志野市、船橋市、白井市、印西市、栄町、本埜村、印旛村、酒々井町、八街市、東金市、九十九里町、大綱白里町、山武市、富里市、成田市、神崎町、香取市、東庄 町、銚子市、旭市、匝瑳市、横芝光町、多古町、芝山町）                                                                                      |
| 需品学校                                | 千葉県隊区       | 第１空挺団長（千葉県隊区長）  | 千葉県北西部 （野田市、流山市、安孫子市、柏市、松戸市、市川市、浦安市、鎌ケ谷市） |
| 高射学校                                | 千葉県隊区       | 第１空挺団長（千葉県隊区長）  | 千葉県南部 （千葉市、市原市、袖ケ浦市、木更津市、君津市、富津市、鋸南町、南房総市、館山市、鴨川市、勝浦市、御宿町、大多喜町、いすみ市、睦沢町、一宮町、長南町、長柄町、茂原市、白子町、長生村） |
| 第1普通科連隊                           |                  | 第1師団長                     | 東京都東部（東京23区） - 第1普通科中隊：千代田区、中央区、港区、品川区、大田区 - 第2普通科中隊：文京区、豊島区、北区、板橋区、練馬区 - 第3普通科中隊：墨田区、江東区、葛飾区、江戸川区 - 第4普通科中隊：新宿区、中野区、杉並区 - 第5普通科中隊：台東区、荒川区、足立区 - 重迫撃砲中隊：目黒区、世田谷区、渋谷区 |
| 第1後方支援連隊                         |                  | 第1師団長                     | 東京都中部 （東久留米市、西東京市、武蔵野市、三鷹市、調布市、狛江市、東久留米市、小金井市、清瀬市、東村山市、小平市、国分寺市、府中市、稲城市、東大和市、立川市、多摩市、武蔵村山市、昭島市 ） |
| 第1施設大隊                             |                  | 第1師団長                     | 東京都西部 （町田市、日野市、八王子市、あきる野市、福生市、羽村市、青梅市、瑞穂町、日の出町、奥多摩町、檜原村） |
| 第1師団（直轄）                         |                  | 第1師団長                     | 東京都島しょ |
| 第31普通科連隊                          | 神奈川警備隊区   | 東部方面混成団長              | 神奈川県東部 （三浦市、横須賀市、葉山町、逗子市、鎌倉市、横浜市、川崎市） |
| 第4施設群                               | 神奈川警備隊区   | 東部方面混成団長              | 神奈川県中部 （二宮町、大磯町、平塚市、秦野市、清川村、愛川町、相模原市、座間市、大和市、綾瀬市、海老名市、厚木市、伊勢原市、平塚市、茅ケ崎市、寒川町、藤沢市 ） |
| 第1高射特科大隊                         | 神奈川警備隊区   | 東部方面混成団長              | 神奈川県西部 （真鶴町、湯河原町、箱根町、小田原市、南足柄市、間成町、大井町、中井町、松田町、山北町 ） |
| 第30普通科連隊                          |                  | 第30普通科連隊長              | 新潟県北部 （新潟市、三条市、新発田市、加茂市、村上市、燕市、五泉市、阿賀野市、佐渡市、胎内 市、聖籠町、弥彦村、田上町、阿賀町、関川村、粟島浦村） |
| 第2普通科連隊                           |                  | 第2普通科連隊長               | 新潟県南部（上越市を除く。） （長岡市、柏崎市、小千谷市、十日町市、見附市、糸魚川市、魚沼市、南魚沼市、出雲崎町、湯沢町、津南町、刈羽村 ） |
| 第5施設群                               |                  | 第5施設群長                   | 新潟県 上越市 |
| 東部方面特科連隊                        |                  | 東部方面特科連隊長            | 山梨県全域 - 連隊本部・第1特科大隊 |
| 東部方面特科連隊                        |                  | 東部方面特科連隊第2特科大隊長 | 栃木県全域 - 第2特科大隊 |
| 第13普通科連隊                          |                  | 第13普通科連隊長              | 長野県全域 |
| 第34普通科連隊                          |                  | 第34普通科連隊長              | 静岡県全域 |

| 担任部隊                    | 名称 | 指定部隊等の長                | 区域 |
| --------------------------- | ---- | ----------------------------- | --- |
| 第14普通科連隊              |      | 第14普通科連隊長              | 富山県全域、石川県全域、福井県全域 - 第1普通科中隊 - 石川県加賀 - 第2普通科中隊 - 石川県能登 - 第3普通科中隊 - 富山県西部 - 第4普通科中隊 - 福井県全域 - 重迫撃砲中隊 - 富山県東部 |
| 第35普通科連隊              |      | 第35普通科連隊長              | 岐阜県全域、愛知県西部 - 連隊直轄 名古屋市・岐阜市 - 第1普通科中隊 岐阜県（高山市、関市、美濃市、飛騨市、郡上市、下呂市、富加町、白川村） - 第2普通科中隊 岐阜県（大垣市、各務原市、羽島市、山県市、瑞穂市、本巣市、海津市、岐南町、笠松町、養老町、垂井町、関ヶ原町、神戸町、輪之内町、安八町、揖斐川町、大野町、池田町、北方町） - 重迫撃砲中隊 愛知県（瀬戸市、半田市、常滑市、東海市、大府市、知多市、尾張旭市、豊明市、日進市、長久手市、東郷町、阿久比町、東浦町、南知多町、美浜町、武豊町） - 第4普通科中隊 岐阜県（多治見市、中津川市、瑞浪市、恵那市、美濃加茂市、土岐市、可児市、坂祝町、川辺町、七宗町、八百津町、白川町、東白川村、御嵩町） - 第3普通科中隊 愛知県（一宮市、春日井市、津島市、犬山市、江南市、小牧市、稲沢市、岩倉市、愛西市、清須市、北名古屋市、弥富市、あま市、豊山町、大口町、扶桑町、大治町、蟹江町、飛島村） |
| 第6施設群                   |      | 第6施設群長                   | 愛知県東部 （豊橋市、岡崎市、豊川市、碧南市、刈谷市、豊田市、安城市、西尾市、蒲郡市、新城市、知立市、高浜市、田原市、みよし市、幸田町、設楽町、東栄町、豊根村 ） |
| 第33普通科連隊              |      | 第33普通科連隊長              | 三重県全域 - 第1普通科中隊：津市、伊賀市、名張市 - 第2普通科中隊：桑名市、いなべ市、四日市市、鈴鹿市、亀山市、木曽岬町、東員町、菰野町、朝日町、川越町 - 第3普通科中隊：松阪市、大台町、多気町、明和町 - 第4普通科中隊：尾鷲市、熊野市、紀北町、御浜町、紀宝町 - 重迫撃砲中隊：伊勢市、鳥羽市、志摩市、玉城町、度会町、大紀町、南伊勢町 |
| 第3偵察戦闘大隊             |      | 第3偵察戦闘大隊長             | 滋賀県全域 |
| 第7普通科連隊               |      | 第7普通科連隊長               | 京都府北部・中部 （伊根町、宮津市、京丹後市、舞鶴市、与謝野町、福知山市、綾部市、京丹波町、南丹市、京都市、亀岡市、向日市、長岡京市、大山崎町 ） |
| 第102施設器材隊             |      | 第4施設団長                   | 京都府南部 （久御山町、宇治市、八幡市、城陽市、京田辺市、宇治田原町、井出町、精華町、木津川市、和束町、笠置町、南山城村） |
| 第36普通科連隊              |      | 第3師団長                     | 大阪府北部 （能勢町、豊能町、箕面市、池田市、茨木市、高槻市、島本町、枚方市、摂津市、吹田市、豊中市、寝屋川市、交野市、四條畷市、守口市、門真市、大東市、東大阪市、大阪市、八尾市、柏原市 ） 兵庫県 尼崎市、西宮市、芦屋市、伊丹市、宝塚市、川西市、三田市および猪名川町 |
| 第37普通科連隊              |      | 第3師団長                     | 大阪府南部 （松原市、羽曳野市、藤井寺市、太子町、河南町、富田林市、堺市、大阪狭山市、千早赤阪村、河内長野市、和泉市、高石市、泉大津市、忠岡町、岸和田市、貝塚市、熊取町、泉佐野市、田尻町、泉南市、阪南市、岬町 ） 和歌山県全域 ※中隊ごとの担任は記事参照。（中隊ごとに大阪府と和歌山県にまたがるため） |
| 第8高射特科群               |      | 中部方面特科連隊長            | 兵庫県 丹波市、丹波篠山市、多可町、西脇市、加西市、加東市、小野市、三木市 |
| 第3高射特科大隊             |      | 中部方面特科連隊長            | 兵庫県 淡路島 （淡路市、洲本市、南あわじ市） |
| 中部方面特科連隊            |      | 中部方面特科連隊長            | 兵庫県 上記以外の地域 - 連隊本部直轄：兵庫県神戸市、姫路市 - 第1特科大隊：兵庫県（連隊直轄、阪神地区、北播丹波地方、淡路島除く） - 本部管理中隊：福崎町、市川町、神河町（3町） - 第1射撃中隊：朝来市、養父市、豊岡市、香美町、新温泉町（3市2町） - 第2射撃中隊：たつの市、相生市、赤穂市、宍粟市、太子町、上郡町、佐用町（4市3町） - 第3射撃中隊：明石市、高砂市、加古川市、稲美町、播磨町（3市2町） |
| 第7施設群                   |      | 第7施設群長                   | 奈良県全域 - 本部管理中隊：第380施設中隊担当地以外 - 第380施設中隊：奈良県32市町村 |
| 第8普通科連隊               |      | 第8普通科連隊長               | 鳥取県全域 - 本部管理中隊：米子市、境港市、南部町、日吉津村 - 第1普通科中隊：大山町、伯耆町、日野町、日南町、江府町 - 第2普通科中隊：鳥取市、岩美町、八頭町、智頭町、若桜町 - 第3普通科中隊：倉吉市、湯梨浜町、三朝町、北栄町、琴浦町 |
| 第13偵察戦闘大隊            |      | 第13偵察戦闘大隊長            | 島根県全域 |
| 中部方面特科連隊第3特科大隊 |      | 中部方面特科連隊第3特科大隊長 | 岡山県東部・南部 （岡山市、備前市、瀬戸内市、玉野市、総社市、倉敷市、津山市、赤磐市、笠岡市、井原市、浅口市、奈義町、鏡野町、美咲町、勝央町、和気町、矢掛町、里庄町、久米南町、早島町、西粟倉村） |
| 第13高射特科中隊            |      | 中部方面特科連隊第3特科大隊長 | 岡山県 新庄村、真庭市、新見市、 高梁市、吉備中央町 |
| 第46普通科連隊長            |      | 第13旅団長                    | 広島県全域 |
| 第17普通科連隊              |      | 第17普通科連隊長              | 山口県全域 - 第1普通科中隊：岩国市、柳井市、光市、周南市、下松市、田布施町、周防大島町、和木町、平生町 - 第2普通科中隊：山口市、防府市、萩市、長門市、阿武町 - 第3普通科中隊：下関市、宇部市、山陽小野田市、美祢市 |
| 第15即応機動連隊            |      | 第15即応機動連隊長            | 香川県全域 徳島県（阿南市を除く。） 鳴門市、松茂町、小松島市、上勝町、勝浦町、徳島市、北島町、藍住町、板野町、石井町、上坂町、佐那河内村、神山町、吉野川市、阿波市、美馬市、つるぎ町、三好市、東みよし町、那賀町、牟岐町、美波町、海陽町 |
| 第14施設隊                  |      | 第14施設隊長                  | 徳島県 阿南市 |
| 中部方面特科連隊第4特科大隊 |      | 中部方面特科連隊第4特科大隊長 | 愛媛県（鬼北町、松野町、宇和島市、愛南町を除く。） - 本部管理中隊：松山市、東温市、伊予市、松前町、砥部町、久万高原町 - 第10射撃中隊：西条市、新居浜市、四国中央市 - 第11射撃中隊：今治市、上島町 - 第12射撃中隊：八幡浜市、大洲市、西予市、内子町、伊方町 |
| 第14高射特科隊              |      | 中部方面特科連隊第4特科大隊長 | 愛媛県 鬼北町、松野町、宇和島市、愛南町 |
| 第50普通科連隊              |      | 第50普通科連隊長              | 高知県全域 |

| 担任部隊                                   | 名称 | 指定部隊等の長                                  | 区域 |
| ------------------------------------------ | ---- | ----------------------------------------------- | --- |
| 第19普通科連隊                             |      | 第4師団長（福岡地区隊）                         | 福岡県 福岡市、糸島市 |
| 第4後方支援連隊                            |      | 第4師団長（福岡地区隊）                         | 福岡県 春日市、糟屋郡、大野城市、那珂川市、大宰府市、筑紫野市 |
| 第3高射特科群                              |      | 第2高射特科団長（筑豊地区隊）                   | 福岡県 飯塚市、嘉穂郡、田川市、田川郡、嘉麻市 |
| 第2施設群                                  |      | 第2高射特科団長（筑豊地区隊）                   | 福岡県 宗像市、福津市、直方市、宮若市、鞍手郡 |
| 西部方面後方支援隊第102高射直接支援大隊    |      | 第2高射特科団長（筑豊地区隊）                   | 福岡県 古賀市 |
| 第5施設団                                  |      | 第5施設団長（筑後地区隊）                       | 福岡県 小郡市、朝倉市、三井郡、大刀洗町、朝倉郡、うきは市、八女市 |
| 第4高射特科大隊                            |      | 西部方面混成団長（筑後地区隊） （佐賀県隊区長） | 福岡県 久留米市、筑後市、大川市、柳川市、みやま市、大牟田市、八女郡 佐賀県 佐賀市、小城市 |
| 第40普通科連隊                             |      | 第40普通科連隊長（北九州地区隊）                | 福岡県 北九州市、遠賀郡、中間市、京都郡、行橋市、築上郡、豊前市 - 第1普通科中隊：行橋市・京都郡（苅田町・みやこ町） - 第2普通科中隊：北九州市若松区・中間市・遠賀郡（遠賀町・芦屋町・水巻町・岡垣町） - 第3普通科中隊：豊前市・築上郡（築上町・上毛町・吉富町） - 第4普通科中隊：北九州市小倉北区・門司区・戸畑区 - 重迫撃砲中隊：北九州市小倉南区・八幡西区・八幡東区 |
| 西部方面特科連隊第4特科大隊                |      | 西部方面混成団長（佐賀県隊区長）                | 佐賀県 唐津市、多久市、伊万里市、武雄市、鹿島市、嬉野市、東松浦郡玄海町、西松浦郡有田町、杵島郡（大町町、江北町、白石町）藤津郡太良町 |
| 九州補給処                                 |      | 西部方面混成団長（佐賀県隊区長）                | 佐賀県 鳥栖市、神埼郡、三養基郡 |
| 第16普通科連隊                             |      | 第16普通科連隊長                                | 長崎県 対馬市以外の地域 |
| 対馬警備隊                                 |      | 対馬警備隊長                                    | 長崎県 対馬市 |
| 第42即応機動連隊                           |      | 第8師団長                                       | 熊本県北部 （熊本市、宇城市、上益城郡（益城町、嘉島町、甲佐町、山都町）、宇土市、下益城郡（美里町、御船町）、玉名郡（長洲町、南関町）、玉名市、荒尾市、山鹿市、菊池市、菊池郡（大津町、菊陽町）、合志市、阿蘇郡（産山村、南小国町、小国町、高森町、南阿蘇村、西原村）、阿蘇市 ）                                                                                       |
| 西部方面特科連隊                           |      | 第8師団長                                       | 熊本県南部 - 第1特科大隊：熊本県八代市、八代郡氷川町 - 第3特科大隊：熊本県人吉市、水俣市、 球磨郡（錦町、多良木町、湯前町、あさぎり町、水上村、相良村、五木村、山江村、球磨村）、芦北郡（芦北町、津奈木町） |
| 第5地対艦ミサイル連隊                      |      | 第8師団長                                       | 熊本県 天草市、上天草市、天草郡苓北町 |
| 第41普通科連隊                             |      | 第2特科団長（大分県隊区長）                     | 大分県 別府市、大分市、臼杵市、津久見市、中津市、宇佐市、豊後高田市、国東市、杵築市、速見郡 - 第1普通科中隊：臼杵市、津久見市 - 第2普通科中隊：別府市、杵築市、日出町 - 第3普通科中隊：豊後高田市、国東市、姫島村 - 第4普通科中隊：大分市 - 重迫撃砲中隊：中津市、宇佐市                                                                                               |
| 第2特科団                                  |      | 第2特科団長（大分県隊区長）                     | 大分県 由布市、豊後大野市、佐伯市 - 第2特科団本部中隊：由布市 - 第301多連装ロケット中隊：佐伯市、豊後大野市 |
| 第2施設群第368施設中隊                     |      | 第2特科団長（大分県隊区長）                     | 大分県 竹田市 |
| 西部方面戦車隊                             |      | 第2特科団長（大分県隊区長）                     | 大分県 日田市、玖珠郡 |
| 第24普通科連隊                             |      | 第43普通科連隊長                                | 宮崎県西部 - 第3普通科中隊：えびの市 - 第4普通科中隊：小林市 - 重迫撃砲中隊：高原町 |
| 第43普通科連隊                             |      | 第43普通科連隊長                                | 宮崎県北部・南東部 - 本部管理中隊：都城市、三股町 - 第1普通科中隊：延岡市、五ヶ瀬町、高千穂町、日之影町 - 第2普通科中隊：宮崎市、国富町、綾町 - 第3普通科中隊：日南市、串間市 - 第4普通科中隊：日向市、門川町、美郷町、諸塚村、椎葉村 - 重迫撃砲中隊：西都市、高鍋町、新富町、川南町、都農町、木城町、西米良村                                                         |
| 第12普通科連隊                             |      | 第12普通科連隊長                                | 鹿児島県 奄美地区・薩摩川内市以外の地域 |
| 第8施設大隊                                |      | 第8施設大隊長                                   | 鹿児島県 薩摩川内市 |
| 第7地対艦ミサイル連隊第1地対艦ミサイル中隊 |      | 奄美警備隊長                                    | 鹿児島県 奄美大島 （奄美市、大和村、宇検村、瀬戸内町、龍郷町、喜界町 ） |
| 奄美警備隊                                 |      | 奄美警備隊長                                    | 鹿児島県 奄美地区の一部 （喜界町） |
| 第51普通科連隊                             |      | 第15旅団長                                      | 沖縄県北部・中部・南西部 （那覇市 、豊見城市、浦添市、宜野湾市、中頭郡（北谷町、読谷村、嘉手納町）、国頭郡、名護市、島尻郡（渡嘉敷村、座間味村、久米島町、伊是名村、伊平屋村、栗国孫、渡名喜村、久米島村、北大東村、南大東村）） |
| 第15高射特科連隊                           |      | 第15旅団長                                      | 沖縄県南東部 （糸満市、南城市中頭郡、島尻郡（八重瀬町、与那原町、西原町、中城村、北中城村、南風原町）、沖縄市 ） |
| 第7地対艦ミサイル連隊                      |      | 第15旅団長                                      | 沖縄県 うるま市 |
| 宮古警備隊                                 |      | 宮古警備隊長                                    | 沖縄県 宮古島市、多良間村 |
| 八重山警備隊                               |      | 八重山警備隊長                                  | 沖縄県 石垣市、八重山郡（与那国町除く。） |
| 与那国沿岸監視隊                           |      | 与那国沿岸監視隊長                              | 沖縄県 八重山郡与那国町 |

## 海上自衛隊の警備区域

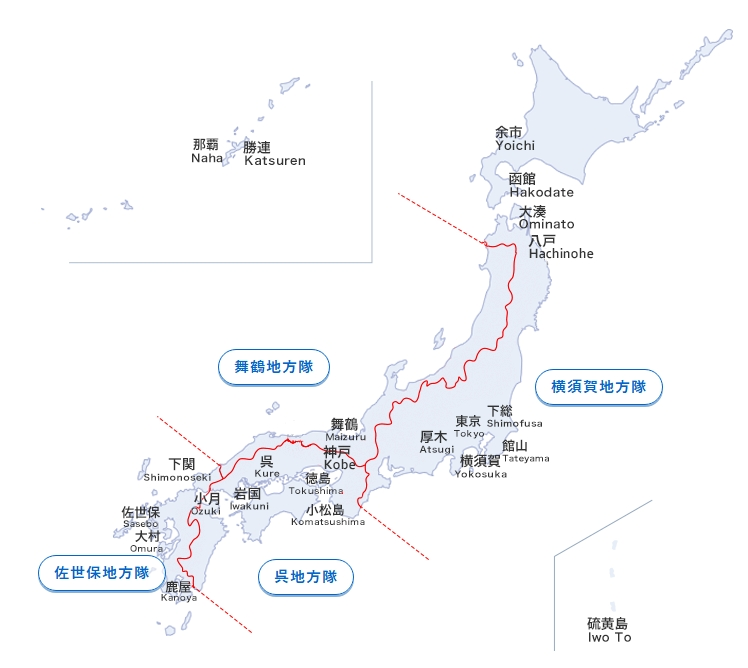
海上自衛隊の警備区域（地方隊）配置図

自衛隊法施行令別表第四に定める海上自衛隊の警備区域は以下の通り。なお、陸地に属する部分は、海上自衛隊の行動に必要な限度において、それぞれ警備区域の区域であるものとされている。
| 部隊         | 名称         | 責任部隊     | 区域 |
| ------------ | ------------ | ------------ | --- |
| 横須賀地方隊 | 横須賀警備区 | 横須賀地方隊 | 北海道、青森県、岩手県、宮城県、福島県、茨城県、栃木県、群馬県、埼玉県、千葉県、東京都（沖の鳥島を除く。）、神奈川県、山梨県、長野県、岐阜県、静岡県、愛知県及び三重県の区域並びに青森県と秋田県の境界線が海岸線と交わる点から二百七十度に引いた線と三重県と和歌山県の境界線が海岸線と交わる点から百七十度に引いた線との間にある北海道、東京都（沖の鳥島を除く。）及びこれらの県の沿岸海域 |
| 呉地方隊     | 呉警備区     | 呉地方隊     | 東京都（沖の鳥島に限る。）、大阪府、兵庫県（豊岡市及び美方郡を除く。）、奈良県、和歌山県、岡山県、広島県、山口県（山口市、防府市、下松市、岩国市、光市、柳井市、周南市、大島郡、玖珂郡及び熊毛郡に限る。）、徳島県、香川県、愛媛県、高知県、大分県及び宮崎県の区域並びに三重県と和歌山県の境界線が海岸線と交わる点から百七十度に引いた線及び宇部市と山口市の境界線が海岸線と交わる点と福岡県と大分県の境界線が海岸線と交わる点とを結んだ線と宮崎県と鹿児島県の境界線が海岸線と交わる点から百七十度に引いた線との間にある東京都（沖の鳥島に限る。）、大阪府及びこれらの県の沿岸海域 |
| 佐世保地方隊 | 佐世保警備区 | 佐世保地方隊 | 山口県（山口市、防府市、下松市、岩国市、光市、柳井市、周南市、大島郡、玖珂郡及び熊毛郡を除く。）、福岡県、佐賀県、長崎県、熊本県、鹿児島県及び沖縄県の区域並びに島根県と山口県の境界線が海岸線と交わる点から三百十五度に引いた線及び宇部市と山口市の境界線が海岸線と交わる点と福岡県と大分県の境界線が海岸線と交わる点とを結んだ線と宮崎県と鹿児島県の境界線が海岸線と交わる点から百七十度に引いた線との間にあるこれらの県の沿岸海域 |
| 舞鶴地方隊   | 舞鶴警備区   | 舞鶴地方隊   | 秋田県、山形県、新潟県、富山県、石川県、福井県、滋賀県、京都府、兵庫県（豊岡市及び美方郡に限る。）、鳥取県及び島根県の区域並びに青森県と秋田県の境界線が海岸線と交わる点から二百七十度に引いた線と島根県と山口県の境界線が海岸線と交わる点から三百十五度に引いた線との間にある京都府及びこれらの県の沿岸海域 |

以下には、地方総監以外で海上自衛隊の災害派遣の窓口となる都道府県を記載する。
| 地方隊       | 警備区                | 部隊・指揮官            | 都道府県                                                |
| ------------ | --------------------- | ----------------------- | ------------------------------------------------------- |
| 横須賀地方隊 | 横須賀警備区          | 函館基地隊司令          | 北海道                                                  |
| 横須賀地方隊 | 横須賀警備区          | 大湊地区総監            | 北海道・青森県                                          |
| 横須賀地方隊 | 横須賀警備区          | 教育航空集団司令官      | 千葉県                                                  |
| 横須賀地方隊 | 横須賀警備区          | 下総教育航空群司令      | 千葉県                                                  |
| 横須賀地方隊 | 横須賀警備区          | 第21航空群司令          | 千葉県                                                  |
| 横須賀地方隊 | 横須賀警備区          | 航空集団司令官          | 神奈川県                                                |
| 横須賀地方隊 | 横須賀警備区          | 第4航空群司令           | 神奈川県                                                |
| 呉地方隊     | 呉警備区              | 阪神基地隊              | 兵庫県（豊岡市及び美方郡除く） 大阪府・奈良県・和歌山県 |
| 呉地方隊     | 呉警備区              | 海上自衛隊第1術科学校長 | 広島県江田島市                                          |
| 呉地方隊     | 呉警備区              | 徳島教育航空群          | 徳島県                                                  |
| 呉地方隊     | 呉警備区              | 第24航空隊司令          | 徳島県                                                  |
| 呉・佐世保   | 呉警備区 佐世保警備区 | 第31航空群司令          | 山口県（全域）                                          |
| 呉・佐世保   | 呉警備区 佐世保警備区 | 小月教育航空群司令      | 山口県（全域）                                          |
| 佐世保地方隊 | 佐世保警備区          | 下関基地隊司令          | 山口県（佐世保警備区のみ）                              |
| 佐世保地方隊 | 佐世保警備区          | 第22航空群司令          | 長崎県                                                  |
| 佐世保地方隊 | 佐世保警備区          | 第1航空群司令           | 鹿児島県                                                |
| 佐世保地方隊 | 佐世保警備区          | 第5航空群司令           | 沖縄県                                                  |
| 佐世保地方隊 | 佐世保警備区          | 沖縄基地隊司令          | 沖縄県                                                  |

## 航空自衛隊の防衛区域
航空自衛隊が設定している防衛区域の大要は以下の通り。なお、各航空方面隊は航空総隊の隷下部隊であり、航空総隊司令官の指揮・監督を受けている。
| 部隊           | 名称         | 責任部隊       | おおよその区域                                     |
| -------------- | ------------ | -------------- | -------------------------------------------------- |
| 北部航空方面隊 | 北部防衛区域 | 北部航空方面隊 | 北海道～東北北部地域の領空および周辺空域           |
| 中部航空方面隊 | 中部防衛区域 | 中部航空方面隊 | 東北南部～四国東部地域の領空および周辺空域         |
| 西部航空方面隊 | 西部防衛区域 | 西部航空方面隊 | 中国、四国西部～トカラ列島地域の領空および周辺空域 |
| 南西航空方面隊 | 南西防衛区域 | 南西航空方面隊 | トカラ列島～先島諸島地域の領空および周辺空域       |

以下には、航空方面隊司令官以外で航空自衛隊の災害派遣の窓口となる都道府県を記載する。
| 航空方面隊     |              | 部隊・指揮官               | 都道府県               |
| -------------- | ------------ | -------------------------- | ---------------------- |
| 北部航空方面隊 | 北部防衛区域 | 第2航空団司令              | 北海道                 |
| 北部航空方面隊 | 北部防衛区域 | 第4航空団司令              | 宮城県                 |
| 中部航空方面隊 | 中部防衛区域 | 第7航空団司令              | 茨城県                 |
| 中部航空方面隊 | 中部防衛区域 | 作戦システム運用隊司令     | 東京都                 |
| 中部航空方面隊 | 中部防衛区域 | 第6航空団司令              | 富山県・石川県・福井県 |
| 中部航空方面隊 | 中部防衛区域 | 航空自衛隊第2補給処長      | 岐阜県                 |
| 中部航空方面隊 | 中部防衛区域 | 第1航空団司令              | 静岡県                 |
| 中部航空方面隊 | 中部防衛区域 | 第1輸送航空隊司令          | 愛知県                 |
| 中部航空方面隊 | 中部防衛区域 | 航空自衛隊幹部候補生学校長 | 奈良県                 |
| 西部航空方面隊 | 西部防衛区域 | 第3輸送航空隊司令          | 鳥取県・島根県         |
| 西部航空方面隊 | 西部防衛区域 | 第12飛行教育団司令         | 山口県                 |
| 西部航空方面隊 | 西部防衛区域 | 第5航空団司令              | 宮崎県                 |